# Palus (tribù)
I Palus o Palouse sono una tribù Sahaptin citata nel Trattato del 1855 con gli Yakamas (negoziato al Walla Walla Council); la variante del nome Palouse è anche il nome della fertile prateria sita negli Stati di Washington e Idaho.

## Etnografia
Il gruppo, insieme ai Mimiipu,agli Wallawalla e ai Cayuse, fa parte dei popoli Waiilatpuan di lingua sahaptin di nativi americani insediati nel Columbia Plateau nell'est dello Stato di Washington, nel nord-est dell'Oregon e nel nord-centro dell'Idaho.
La popolazione della regione era costituita da tre gruppi principali, l'alto, medio, e basso gruppo. Le terre da loro occupate comprendevano le zone intorno a corsi d'acqua come il Columbia, lo Snake e il Palouse.
I loro antenati erano nomadi, a seguito della penuria di fonti alimentari nelle diverse stagioni. Come altri popoli nativi americani, i Palus si occupavano della raccolta del cibo, di caccia, pesca, commercio, e fra le loro attività sociali erano la danza, con connotazioni essenzialmente religiose, lo sport e il gioco d'azzardo. Vivevano nei pressi degli insediamenti di altri gruppi tra cui i Cayuse, Nimiipu (noti anche come Nez Perce), Wanapum, Walla Walla e Yakama.
Nel mese di ottobre 1805, Meriwether Lewis e William Clark incontrarono la tribù, anche se la maggior parte degli uomini era lontana dalla zona, impegnata nella caccia per far fronte alla carenza di cibo. Lewis e Clark consegnarono una delle medaglie d'argento della spedizione di pace al capo Kepowhan. I diari del Corps of Discovery descrivono la gente Palus come un gruppo separato e distinto dai Nez Perce.
Essi erano esperti cavalieri e ottimi allevatori, e il termine Appaloosa è probabilmente una derivazione da Palouse horse. Centinaia di cavalli tribali vennero abbattuti per paralizzare la tribù durante le guerre indiane nella seconda metà del XIX secolo.

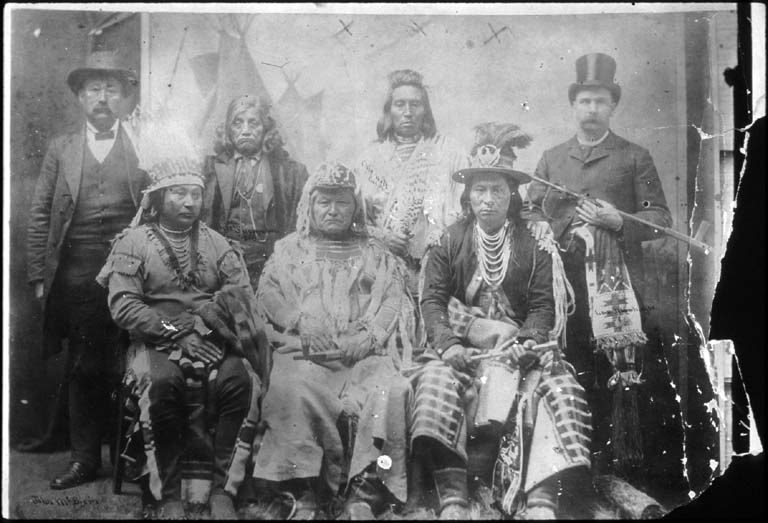
Delegati del popolo Sahaptin
Washington D.C. 1899
University of Washington Digital Collections

## Capi Palouse famosi
Famosi capi dei Palouse furono:
- Kepowhan: capo supremo dei Palouse ai tempi dell'arrivo di Meriwether Lewis e William Clark, intrattenne, durante il periodo successivo, buoni rapporti con gli Statunitensi.
- "Old" Hahtalekin o Nehtalekin: si affermò come capo principale superando la concorrenza di Wattaiwattaihowlis, figlio di Kepowhan; capo della banda centrale, aderì nel 1847-1848 alla sollevazione dei Cayuse intrapresa da Tiloukaikt, Tomakus, Clokamas, Tamsucky e Kimasumpkin; esponente della fazione tradizionalista, maggioritaria fra i Palouse, e seguace del "profeta" Smohalla, evitò di firmare i trattati del 1855 e del 1868; è verosimilmente identificabile con l'"anziano" Natalekin, ucciso nel 1877 a Bear Paw.
- Tilcoax (Fish Trap o Wolf Necklace; Trappola-per-Pesci o Collare-di-Lupo): capo della banda Kusis o Nahahum, fu il capo guerriero dei Palouse aderendo, nel 1847-1848, alla rivolta Cayuse; esponente della fazione tradizionalista, fu uno degli osservatori Palouse, scettici e "aventiniani" in occasione del trattato voluto da Isaac I. Stevens nel 1855 e, ormai capo principale, fu nuovamente a capo della resistenza Palouse nel 1858 combattendo contro le truppe di Edward J. Steptoe nei pressi di Fort Walla Walla e contro quelle di George Wright a Four Lakes e a Spokane Plains; i militari, quindi, distrussero una mandria di circa 900 cavalli da lui raccolta per equipaggiare gli alleati ormai sconfitti.
- Kahlotus o Quelalip (Hole-in-the-Ground, Buca-nella-Terra): capo della banda Lower Snake River, fu uno degli osservatori Palouse, scettici e "aventiniani" in occasione del trattato voluto da Isaac I. Stevens nel 1855
- Hushhushcute (Bald Head o Naked Head, Testa Nuda): capo della banda settentrionale Wawawai, mantenne sempre una profonda diffidenza nei confronti dei bianchi; fu seguace del "profeta" Smohalla e nel 1873 rifiutò di trasferirsi nella riserva secondo gli ordine dell'agente indiano; nel 1877 fu tra gli "intransigenti" deportati sotto scorta militare dopo il concilio di Lapwai, poi si unì, come capo principale dei Palouse, ai Nimiipu di Hinmahtooyahlatkekht; unico superstite tra i capi della "lunga marcia" riuscì a raggiungere il territorio canadese.
- "Young" Hahtalekin o Taktsoukt Jlppilp (Echo o Red Echo, Eco Rossa): figlio di Old Hahtalekin (o Nehtalekin), fu esponente della fazione tradizionalista, così come il padre; nel 1877 fu tra gli "intransigenti" deportati sotto scorta militare dopo il concilio di Lapwai, poi si unì, come capo militare dei Palouse, ai Nimiipu di Hinmahtooyahlatkekht e fu ucciso a Big Hole, trattenendo, alla testa di una retroguardia, le truppe di John Gibbon.